# Hirschenstein (Sachsen)
Der Hirschenstein ist ein 610,4 m ü. NHN hoher Berg im sächsischen Erzgebirge etwa 4 Kilometer westlich von Schneeberg. Er liegt auf der Gemarkung der Gemeinde Hartmannsdorf (Landkreis Zwickau) im Hartmannsdorfer Forst. Auf dem Gipfel befindet sich eine historische Station der königlich-sächsischen Triangulation.

## Geschichte
Bereits vor der Besiedelung durch die Franken war der Gipfel bei den Sorben unter dem Namen Recma bekannt. 1864 errichteten Landvermesser eine Granitsäule mit der Inschrift "Station Hirschenstein der königlich-sächsischen Triangulation".
In den Jahren 1940/41 wurde über dem Vermessungspunkt ein hölzerner, 60 Meter hoher Turm errichtet, welcher auch als Aussichtsturm genutzt wurde. Jedoch war bereits 10 Jahre später die Standsicherheit der Konstruktion nicht mehr gewährleistet und er wurde abgetragen.
Ab 1964 wurde der den Gipfel umschließende Hartmannsdorfer Forst militärisches Sperrgebiet.  Erst seit Auflösung des Schneeberger Gebirgsjägerbataillons im März 2008 ist die 1600 Hektar große Waldfläche wieder frei begehbar.

## Weiteres
Der Hirschenstein ist die höchste Erhebung im Landkreis Zwickau.